# Crotalaria melanocarpa
Crotalaria melanocarpa är en ärtväxtart som beskrevs av George Bentham. Crotalaria melanocarpa ingår i släktet sunnhampor, och familjen ärtväxter. IUCN kategoriserar arten globalt som livskraftig. Inga underarter finns listade i Catalogue of Life.